# Temelucha lucidator
Temelucha lucidator är en stekelart som beskrevs av Kolarov 1995. Temelucha lucidator ingår i släktet Temelucha och familjen brokparasitsteklar. Inga underarter finns listade i Catalogue of Life.